# Dean Marney
Dean Marney (Barking, 31 januari 1984) is een Engels voormalig profvoetballer die doorgaans als middenvelder speelde. 

## Loopbaan
Marney begon bij Tottenham Hotspur waarvoor hij in augustus 2003 debuteerde. Na vier verhuurperiodes ging hij in 2006 naar Hull City waarvoor hij 126 wedstrijden zou spelen. In 2010 ging Marney naar Burnley waarvoor hij meer dan 200 wedstrijden speelde. Hij beeindigde zijn loopbaan medio 2020 bij Fleetwood Town.